# Mario Rotili
Mario Rotili (Benevento, 12 agosto 1920 – Benevento, 26 febbraio 1981) è stato un politico, storico e bibliotecario italiano.

## Biografia
Fu sindaco di Benevento, eletto nell'ambito della lista Democrazia Cristiana, nel 1956 e nel 1960.
Docente di storia dell'arte, fu autore di diversi saggi in materia.